# Nicolas Baudot de Jully
Pour les articles homonymes, voir Baudot et Jully (homonymie).
Nicolas Baudot de Jully, né le 17 avril 1678 à Paris et mort le 19 ou le 29 août 1759, est un historien français.

## Biographie
Nicolas Baudot de Jully est le fils d'un receveur des tailles de Vendôme. Il fait ses études au collège oratorien de Vendôme
Il est receveur ancien des tailles de l'élection de Sarlat dès 1705-1730t. De 1738 aux années 1750, il est également subdélégué de l'intendance de Guyenne à Sarlat.
De son mariage avec Marie Hogre, naît une fille unique, Marie-Madeleine Baudot de Jully, qui épouse François de Gérard, lieutenant général et lieutenant général d'épée au présidial de Sarlat. 
Il a publié, étant encore fort jeune, plusieurs ouvrages, écrits pour la plupart avec assez d’art, mais d’un style négligé ; pourtant, on lui attribue également, sous le nom de Mlle de Lussan des histoires de Charles VI (1756), de Louis XI (1756) et des Révolutions de Naples (1757).

## Publications
- Histoire de Catherine de France, reine d'Angleterre, 1696.
- Histoire secrète du connétable de Bourbon, 1696.
- Histoire de Charles VII, 1756.
- Relation historique et galante de l'invasion de l'Espagne par les Maures, 1699.
- Histoire de la conquête de l'Angleterre par Guillaume, duc de Normandie, 1701.
- Histoire de Philippe-Auguste, 1702, etc.